# ده‌آباد (نطنز)
ده‌آباد، روستایی از توابع بخش امام زاده-بادرود شهرستان نطنز در استان اصفهان ایران است.

## تاریخچه
روستای ده‌آباد در ۱۰ کیلومتری شمال غربی شهر بادرود واقع در استان اصفهان می‌باشد. در خصوص وجه تسمیه این روستا گویند در قدیم دارالعباد یا قریه‌العباد بوده که به معنای خانه عبادت و راز و نیاز شمرده می‌شده. «البته در دوران پس از اسلام تا اواخر دوره قاجار به این نام خوانده شده‌است» وجود قلعهٔ بزرگ سه‌طبقه و منازل تاریخی و سنگ قبری متعلق به دوران صفویه و حسینیه مرکزی که نقاشیهای از واقعه کربلا در سقف آن به تصویر کشیده شده نشان از قدمت این دیار می‌باشد. (نقاشی‌های سقفی دوران صفویه این حسینیه در باز سازی‌های دوره پهلویه اول و دوم از بین رفته‌است و هم‌اکنون چیزی از آن باقی نمانده)
قلعه اصلی ده آباد که هم‌اکنون وجود دارد بر پایه‌های قلعه چند هزار ساله قبلی ساخته شده‌است که در دوران قاجار توسط یکی از یاغیان آن زمان به نام (ماشاالله خان کاشی ملقب به سردار کاشی) و به طمع یافتن گنج‌های قدیمی تخریب گردید و مجدد باز سازی شد.
شغل مردان  این روستا کشاورزی و دامداری و شغل بانوان قالی بافی میباشد.
از محصولات کشاورزی این روستا میتوان به :انار،انگور،پسته،زعفران و خیار بوته ای اشاره کرد.

## جمعیت
این روستا در سالهای اخیر به دهستان تبدیل شده و براساس سرشماری مرکز آمار ایران در سال ۱۳۸۵، جمعیت آن بیش از ۱٬۷۹۱ نفر (۴۴۱خانوار) بوده‌است. در زبان محلی به ده آباد دیاوا می‌گویند